# Ozereanî, Turiisk
Ozereanî (în ucraineană Озеряни) este localitatea de reședință a comunei Ozereanî din raionul Turiisk, regiunea Volînia, Ucraina.

## Demografie
Componența lingvistică a localității Ozereanî
     Ucraineană (99,04%)
     Alte limbi (0,96%)
Conform recensământului din 2001, majoritatea populației localității Ozereanî era vorbitoare de ucraineană (99,04%), existând în minoritate și vorbitori de alte limbi.